# إد فيلبس
إد فيلبس (بالإنجليزية: Ed Phelps) هو لاعب كرة قاعدة أمريكي، ولد في 3 مارس 1879 في ألباني في الولايات المتحدة، وتوفي في 31 يناير 1942 في إيست غرينبوش في الولايات المتحدة.

## وصلات خارجية
- إد فيلبس على موقعبيزبول رفرنس.كوم (الدوري الرئيسي) (الإنجليزية)
- إد فيلبس على موقعبيزبول رفرنس.كوم (الدوري الثانوي) (الإنجليزية)